# Alexander Ferdinand Grychtolik
Alexander Ferdinand Grychtolik (* 6. September 1980 in Berlin) ist ein deutscher Cembalist, Improvisator, Dirigent und Musikforscher.

## Leben und Wirken
Alexander Grychtolik studierte Cembalo bei Bernhard Klapprott und schloss parallel dazu ein Studium der Architektur an der Bauhaus-Universität Weimar ab. Anschließend setzte er sein Cembalostudium bei Frédérick Haas am Königlichen Konservatorium in Brüssel fort.
Alexander Grychtolik unterrichtete an verschiedenen Musikhochschulen (u. a. Frankfurt am Main) und hatte einen deutschlandweit erstmaligen Lehrauftrag für das Fach „Barocke Improvisationspraxis“ an der Hochschule für Musik Franz Liszt Weimar inne.
Er konzertiert im In- und Ausland als Cembalist, an historischen Orgeln sowie als Ensembleleiter. Neben der Interpretation von Tastenwerken des 16. bis 18. Jahrhunderts widmet er sich insbesondere der historischen Improvisation, einem Teilgebiet der historischen Aufführungspraxis.
Die Erforschung und Wiederaufführung vokal-instrumentaler Zeugnisse barocker Residenzkultur bildet einen Schwerpunkt seiner musikwissenschaftlichen und künstlerischen Arbeit. Eigens dazu gründete er 2008 das Ensemble Deutsche Hofmusik. Internationale Aufmerksamkeit erlangten seine zahlreichen Rekonstruktionen von Vokalwerken Johann Sebastian Bachs, die u. a. im Deutschlandfunk, im Österreichischen Rundfunk und im Mitteldeutschen Rundfunk ausgestrahlt wurden. So veröffentlichte er eine Rekonstruktion der erst 2009 nachgewiesenen Spätfassung von Bachs verschollener Markus-Passion (BWV 247) aus dem Jahre 1744 und eine erste Gesamtrekonstruktion der sogenannten Köthener Trauermusik (BWV244a), die seine Auseinandersetzung mit barocker Kompositionstechnik dokumentieren.

## Veröffentlichungen
- Bach Bibliography: Publikationsverzeichnis von Alexander Grychtolik
- Veröffentlichungen von Alexander Grychtolik in der Datenbank des Fraunhofer-Informationszentrums Raum und Bau IRB

CDs (Auswahl)
- Johann Sebastian Bach: Celebration Cantatas –  Entfliehet, ihr Sorgen. BWV 205a (Blast Lärmen, ihr Feinde, „Krönungskantate“; Welt-Ersteinspielung) und 249a (Entfliehet, verschwindet, entweichet, ihr Sorgen, „Schäferkantate“; Rekonstruktion: Alexander Grychtolik). Miriam Feuersinger (Sopran), Elvira Bill (Alt), Daniel Johannsen (Tenor), Stephan MacLeod (Bass); Deutsche Hofmusik, Alexander Grychtolik. Deutsche Harmonia Mundi, 2019.